# Uznanie za zmarłego
Uznanie za zmarłego – instytucja prawna, która może zostać zastosowana w przypadku zaginięcia osoby fizycznej oraz określonego prawem upływu czasu od jej zaginięcia. Jej wynikiem jest uznanie śmierci tej osoby.

## Informacje podstawowe
W większości systemów prawnych uznanie za zmarłego wymaga orzeczenia sądowego. Wobec braku lekarskiego oświadczenia o śmierci określonej osoby (w Polsce zwanego kartą zgonu), sąd musi przeprowadzić postępowanie i w jego wyniku wydać postanowienie o uznaniu za zmarłego. Uproszczona procedura może dotyczyć również żołnierzy zaginionych w walce, zwłaszcza w sytuacji, gdy strona przeciwna zachowuje aktualny spis jeńców wojennych.
W postępowaniu sądowym prowadzonym w celu uznania osoby zaginionej za zmarłą sam fakt nieobecności określonej osoby jeszcze nie dowodzi jej śmierci. Ostateczne uznanie jej za zmarłą może zależeć od szeregu uwarunkowań:
- porządku prawnego, w obszarze którego żyła osoba zaginiona,
- porządku prawnego, w obszarze którego prawdopodobnie poniosła śmierć,
- ustalone okoliczności zaginięcia, które uprawdopodobniają śmierć (zabójstwo, katastrofa lotnicza lub morska, kataklizm, itd.),
- stopień prawdopodobieństwa, iż ustalone okoliczności zaginięcia spowodowały śmierć osoby.

W większości państw ustalony jest okres, po którym osobę zaginioną można uznać za zmarłą. W wielu krajach systemu common law okres ten wynosi 7 lat, w Polsce – 10 lat, w Rosji – 5 lat.
Osoby zaginione bardzo rzadko odnajdują się już po uznaniu ich za zmarłych, niemniej takie sytuacje zdarzają się. Jeńcy wojenni, osoby z poważnymi zaburzeniami psychicznymi, czy osoby porwane bywały odnajdywane w wiele lat po ich zaginięciu. Osoby ukrywające się przed wymiarem sprawiedliwości mogą być nawet zainteresowane w „zaginięciu” i późniejszym uznaniu ich za zmarłych.

## Uznanie za zmarłego w prawie polskim
W prawie polskim normy prawa materialnego, dotyczące uznania na zmarłego, znajdują się w art. 29–32 kodeksu cywilnego, a także w art. XXVIII–XXXIV Przepisów wprowadzających kodeks cywilny. Natomiast normy prawa formalnego ujęte są w art. 526–534 kodeksu postępowania cywilnego.

### Przesłanki uznania za zmarłego
Zaginięcie oznacza sytuację trwającą pewien czas, w której nie jest jasne, czy osoba zaginiona żyje, czy też zmarła. Nie jest możliwe stwierdzenie jej zgonu, ponieważ fakt śmierci jest wątpliwy.
Polskie prawo cywilne przewiduje, iż upływ czasu od zaginięcia musi wynieść 10 lat. Kodeks cywilny wprowadza pewne wyjątki od powyższych ogólnych wymogów co do upływu czasu:
- do uznania za zmarłego wystarczy upływ 5 lat, jeżeli w chwili uznania za zmarłego osoba zaginiona ukończyłaby 70 lat lub zaginęła na morzu[4],
- uznanie za zmarłego nie może nastąpić przed końcem roku kalendarzowego, w którym osoba zaginiona ukończyłaby 23 lata[5],
- jeżeli osoba zaginęła podczas katastrofy powietrznej lub morskiej albo w związku z innym szczególnym zdarzeniem, może zostać uznana za zmarłego po upływie 6 miesięcy od dnia katastrofy albo owego innego szczególnego zdarzenia; jeśli jednak katastrofy statku lub okrętu nie można stwierdzić (tzn. statek zaginął), termin ten zaczyna biec w rok po dniu, w którym miał dotrzeć do portu przeznaczenia, a jeśli nie miał portu przeznaczenia – w dwa lata po dniu, w którym była o nim ostatnia wiadomość[6],
- osoba, która zaginęła w związku z bezpośrednim niebezpieczeństwem dla życia (innym niż wcześniej określonym), może zostać uznana za zmarłego po upływie roku od dnia, w którym niebezpieczeństwo ustało albo według okoliczności powinno było ustać[7].

Uznanie za zmarłego wymaga orzeczenia sądu. Dopiero wraz z orzeczeniem sądu mogą nastąpić skutki prawne uznania określonej osoby za zmarłą. Orzeczenie sądu ma więc charakter konstytutywny. Jednak przyjmuje się, że skutki prawne następują nie od chwili wydania postanowienia sądu (ex nunc), ale od momentu zaistnienia zdarzeń, które sąd przyjął jako moment śmierci (skutki ex tunc).

### Postępowanie sądowe w sprawach o uznanie za zmarłego

#### Właściwość sądu
Celem sądowego postępowania o uznanie za zmarłego jest stwierdzenie, czy okoliczności, w których osoba zaginęła uprawdopodobniają i uzasadniają przyjęcie, iż osoba ta nie żyje. Gdyby w toku postępowania okazało się, że śmierć osoby zaginionej jest niewątpliwa, wtedy sąd prowadzi dalsze postępowanie jako postępowanie o stwierdzenie zgonu.
Postępowanie o uznanie za zmarłego prowadzi sąd rejonowy ostatniego miejsca zamieszkania osoby zaginionej (w braku miejsca zamieszkania – sąd ostatniego miejsca pobytu, a gdy i tego nie można ustalić – sąd w Warszawie). Niekiedy może to być jeszcze inny sąd – a mianowicie sąd wyznaczony przez Sąd Najwyższy. Może tak zdarzyć się w sytuacji, gdy wskutek tego samego zdarzenia zaginęła większa liczba osób. Wtedy Sąd Najwyższy na wniosek ministra sprawiedliwości może wyznaczyć jeden sąd jako wyłącznie właściwy do rozpoznania wniosków o uznanie za zmarłego osób zaginionych w związku z tym zdarzeniem.

#### Osoby uprawnione do wystąpienia z wnioskiem
Z wnioskiem o uznanie określonej osoby za zmarłą może wystąpić każda osoba, która w takim uznaniu ma swój interes prawny. Przykładowo interesem takim może być spadkobranie po zaginionym, czy też ustalenie zakończenia związku małżeńskiego z nim. Z wnioskiem mogą wystąpić także prokurator oraz Rzecznik Praw Obywatelskich.

#### Termin wystąpienia z wnioskiem
Co do zasady, wniosek o uznanie za zmarłego można zgłosić już na rok przed końcem terminu, po upływie którego zaginiony mógłby zostać uznany za zmarłego. W typowym przypadku, gdy upływ czasu ma wynosić 10 lat, wniosek można zgłosić poczynając od upływu 9. roku. Gdyby jednak uznanie za zmarłego mogło nastąpić już po upływie roku lub jeszcze krótszego okresu od zdarzenia, które uzasadnia prawdopodobieństwo śmierci zaginionego, wniosek o uznanie za zmarłego zgłosić można dopiero po upływie tego terminu.

#### Zawartość wniosku
Wniosek o uznanie za zmarłego powinien określać imię, nazwisko oraz wiek osoby zaginionej, imiona jej rodziców, nazwisko rodowe matki, ostatnie znane miejsce zamieszkania i pobytu zaginionego, a także inne dane potrzebne dla wniosku o wszczęcie postępowania. Wniosek także powinien zawierać opis okoliczności, w których osoba zaginęła. Ów opis powinien uprawdopodobniać, iż osoba zmarła w tych okolicznościach.

#### Przebieg postępowania
Po zbadaniu czy wniosek spełnia warunki formalne, sąd prowadzący sprawę uznania za zmarłego, zarządzi ogłoszenie o wszczęciu postępowania w takiej sprawie, jeżeli uzna, iż rzeczywiście treść wniosku zawiera przesłanki do uznania osoby zaginionej za zmarłą. Ogłoszenie zawiera w szczególności wezwanie skierowane do osoby zaginionej, aby w oznaczonym terminie (nie krótszym niż 3 miesiące i nie dłuższym niż 6 miesięcy) zgłosiła się do sądu, gdyż w przeciwnym razie może zostać uznana za zmarłą. Ogłoszenie zawiera także wezwanie do wszelkich osób, które mogą udzielić wiadomości o osobie zaginionej, aby przekazały je sądowi w tym samym terminie (między 3 a 6 miesięcy).
Ogłoszenie takie ma charakter obligatoryjny, bez niego sądowi nie wolno przeprowadzić postępowania. Ogłoszenie powinno być zamieszczone w dzienniku lub czasopiśmie kolportowanym na terenie całego kraju. Ten sposób należy do obligatoryjnych. Z kolei sąd powinien ogłosić wszczęcie postępowania także w ostatnim miejscu zamieszkania osoby zaginionej. Sposób, w jaki sąd to uczyni, zależy już od jego wyboru. Może to być ogłoszenie w prasie lokalnej lub urzędowej, umieszczenie na tablicy ogłoszeń w sądzie, wywieszenie w budynku, w którym mieszkała osoba zaginiona, w miejscu, w którym pracowała, itp.
W trakcie postępowania sąd powinien wysłuchać osoby bliskie zaginionego, jeżeli jest to tylko możliwe.
Uznanie osoby zaginionej za zmarła następuje w formie postanowienia. Postanowienie takie stwarza prawne domniemanie, iż osoba nie żyje. Jest to domniemanie obalalne. Jeśli zostanie przeprowadzony dowód, iż osoba uznana za zmarłą żyje, w szczególności jeżeli ona sama zgłosi się w sądzie, postanowienie o uznaniu ją za zmarłą zostanie uchylone.

### W prawie prywatnym międzynarodowym
W ustawie Prawo prywatne międzynarodowe przyjmuje się, że do uznania osoby zaginionej za zmarłą oraz do stwierdzenia zgonu stosuje się jej prawo ojczyste. Jeżeli w sprawie uznania cudzoziemca za zmarłego lub stwierdzenia jego zgonu orzeka polski sąd, stosuje się prawo polskie.